# Poquonock
Poquonock (Poquonnoc, Paquaanocke, Paquanaug, Paquanick, Peconnuc, Pequannock, Pequanucke, Poquannoc, Poquannock, Powquaniock,  Pocatoonuc, Poquonnic, Poquonnock, Poquonnuc, Pughquonnuc), pleme američkih Indijanaca porodice Algonquian koje je živjelo u sjevernom Connecticutu, oko ušća rijeke Farmington u okrugu Hartford. Njihovo glavno selo Poquonnoc (kod Swantona Poquannuc) nalazilo se u blizini današnjeg Windsora. Pripadali su u wappingersku skupinu plemena poznatu kao Mattabesec.